# If You Were a Sailboat
"If You Were a Sailboat" is een nummer van de Britse zangeres Katie Melua. Het nummer verscheen op haar album Pictures uit 2007. Op 24 september van dat jaar werd het uitgebracht als de eerste single van het album.

## Achtergrond
"If You Were a Sailboat" is geschreven en geproduceerd door Mike Batt. Melua legde het nummer als volgt uit: "Wat ik leuk vind aan het nummer is dat er veel liefdesliedjes zijn die gaan over de mooie kant van de liefde, maar deze gaat over hoe je erg egoïstisch wordt wanneer je verliefd wordt op iemand, en je wilt die persoon niet met de wereld delen, maar alleen voor jezelf houden. Wat geniaal is aan de tekst van Mike is dat, in plaats van dit direct te zeggen, hij vreemde metaforen gebruikt, zoals 'als je een stuk hout zou zijn, zou ik je aan de grond nagelen', en andere bizarre dingen, en ik vind dat leuk. Muzikaal klinkt het als een mooi liefdesliedje, maar de boodschap is vrij intens en erg donker."
"If You Were a Sailboat" werd een hit in een aantal landen. In het Verenigd Koninkrijk kwam het tot plaats 23, terwijl het in Polen een nummer 1-hit werd. Ook in Noorwegen werd de top 10 gehaald. In Nederland wist het de Top 40 niet te bereiken, maar piekte het nummer wel op de tiende plaats in de Single Top 100. In Vlaanderen behaalde de single de vijftiende plaats in de Ultratop 50.

## Hitnoteringen

### Single Top 100
| Hitnotering: 29-09-2007 t/m 19-01-2008 | Hitnotering: 29-09-2007 t/m 19-01-2008 | Hitnotering: 29-09-2007 t/m 19-01-2008 | Hitnotering: 29-09-2007 t/m 19-01-2008 | Hitnotering: 29-09-2007 t/m 19-01-2008 | Hitnotering: 29-09-2007 t/m 19-01-2008 | Hitnotering: 29-09-2007 t/m 19-01-2008 | Hitnotering: 29-09-2007 t/m 19-01-2008 | Hitnotering: 29-09-2007 t/m 19-01-2008 | Hitnotering: 29-09-2007 t/m 19-01-2008 | Hitnotering: 29-09-2007 t/m 19-01-2008 | Hitnotering: 29-09-2007 t/m 19-01-2008 | Hitnotering: 29-09-2007 t/m 19-01-2008 | Hitnotering: 29-09-2007 t/m 19-01-2008 | Hitnotering: 29-09-2007 t/m 19-01-2008 | Hitnotering: 29-09-2007 t/m 19-01-2008 | Hitnotering: 29-09-2007 t/m 19-01-2008 | Hitnotering: 29-09-2007 t/m 19-01-2008 | Hitnotering: 29-09-2007 t/m 19-01-2008 |
| Week                                   | 1                                      | 2                                      | 3                                      | 4                                      | 5                                      | 6                                      | 7                                      | 8                                      | 9                                      | 10                                     | 11                                     | 12                                     | 13                                     | 14                                     | 15                                     | 16                                     | 17                                     |                                        |
| -------------------------------------- | -------------------------------------- | -------------------------------------- | -------------------------------------- | -------------------------------------- | -------------------------------------- | -------------------------------------- | -------------------------------------- | -------------------------------------- | -------------------------------------- | -------------------------------------- | -------------------------------------- | -------------------------------------- | -------------------------------------- | -------------------------------------- | -------------------------------------- | -------------------------------------- | -------------------------------------- | -------------------------------------- |
| Positie                                | 86                                     | 14                                     | 10                                     | 20                                     | 41                                     | 28                                     | 29                                     | 36                                     | 46                                     | 53                                     | 66                                     | 64                                     | 69                                     | 54                                     | 47                                     | 38                                     | 97                                     | uit                                    |

### NPO Radio 2 Top 2000
| Nummer met noteringen in de NPO Radio 2 Top 2000 | '07 | '08 | '09 | '10 | '11  | '12  | '13  | '14  |
| ------------------------------------------------ | --- | --- | --- | --- | ---- | ---- | ---- | ---- |
| If You Were a Sailboat                           | 101 | 696 | 693 | 716 | 1079 | 1479 | 1431 | 1773 |

1. ↑  Een vetgedrukt getal geeft de hoogste notering aan.
2. ↑  2007 was het eerste jaar met een notering voor dit nummer.
3. ↑  Deze tabel is bijgewerkt tot en met de laatste editie (2024).